# سيدني هاريس
سيدني هاريس هو محامي وقاضي كندي، ولد في 23 يونيو 1917، وتوفي في 17 يناير 2009.